# 佐藤観樹
佐藤 観樹（さとう かんじゅ、1942年1月29日 - ）は、日本の政治家。衆議院議員（11期）、自治大臣（44代）、国家公安委員会委員長（54代）、社会民主党幹事長（初代）、日本社会党副委員長を歴任した。愛称はサトカン。

## 経歴
愛知県海部郡蟹江町出身。佐藤観次郎の長男として生まれる。麻布高等学校を経て、1965年、早稲田大学政治経済学部経済学科を卒業。文藝春秋に就職。『週刊文春』の記者などを務めた。
父親の佐藤観次郎の後継として、1969年の第32回衆議院議員総選挙に旧愛知3区から社会党公認で立候補し初当選。
1985年2月14日の衆議院予算委員会で吉田清治の朝鮮人を強制連行したとする証言を事実として取り上げ、吉田の活動について紹介し、朝鮮人の遺骨収集に日本政府は関与すべきだと主張した。
1993年に成立した細川内閣では自治大臣と国家公安委員会委員長を兼務する。1995年、村山改造内閣で入閣した井上一成の代わりに社会党中央執行副委員長に就任。
1996年1月19日、社会民主党が発足。同党の幹事長に就任。同年9月26日、離党届を提出。9月28日、旧民主党の結党大会に参加。10月20日に行われた第41回衆議院議員総選挙に愛知9区から立候補。同選挙区では新進党の海部俊樹が当選。得票数3位で落選。
2000年6月25日の第42回衆議院議員総選挙では、愛知10区から民主党公認で立候補。保守党の江崎鐵磨を下し、当選。2003年11月9日の第43回衆議院議員総選挙では、保守新党の江崎に敗れるも、比例東海ブロックで復活当選。民主党内では横路派に属していた。また、民主党両院議員総会長や民主党愛知県連代表といった要職に就いた。

### 詐欺容疑で逮捕
2004年には秘書給与詐取疑惑が持ち上がった。公設第二秘書の給与計約1700万円を意図的にだまし取ったとされる（数人の事務所関係者および公設秘書が、この問題の女性秘書に勤務実態のないことをマスコミのインタビューにて証言している）。同年3月5日、疑惑の責任を取って提出していた辞職願が衆議院本会議で許可される。同日、民主党から除籍。これにより静岡2区から出馬した津川祥吾が繰り上げ当選。3月7日、元私設秘書で元尾西市議会議長の浅田清喜、元公設秘書の妻らと共に詐欺容疑で愛知県警に逮捕された。同年9月9日、名古屋地裁（伊藤新一郎裁判長）は懲役1年4月の実刑判決を言い渡し、2005年1月28日、名古屋高裁（川原誠裁判長）も一審判決を支持し、控訴を棄却。この判決に対して上告しなかったため、懲役1年4月の実刑判決が確定。

## 人物
住所は愛知県海部郡蟹江町蟹江本町丸之内8通、同舟入。

## 家族・親族
佐藤家
- 父・観次郎（1901年 - 1970年、日本社会党衆議院議員）[4][5] - 早稲田大学政経学部を卒業、中央公論社に勤務[4][14]。戦後1947年、愛知県3区から衆議院議員に当選[4]。
- 母[5][14]
- 姉[5][14]
- 妻

## 選挙歴
| 当落 | 選挙                   | 執行日         | 年齢 | 選挙区               | 政党       | 得票数     | 得票率 | 定数 | 得票順位 /候補者数 | 政党内比例順位 /政党当選者数 |
| ---- | ---------------------- | -------------- | ---- | -------------------- | ---------- | ---------- | ------ | ---- | ------------------ | ---------------------------- |
| 当   | 第32回衆議院議員総選挙 | 1969年12月27日 | 27   | 旧愛知3区            | 日本社会党 | 6万7806票  | 24.21% | 3    | 3/4                | /                            |
| 当   | 第33回衆議院議員総選挙 | 1972年12月10日 | 30   | 旧愛知3区            | 日本社会党 | 9万4413票  | 24.68% | 3    | 2/5                | /                            |
| 当   | 第34回衆議院議員総選挙 | 1976年12月05日 | 34   | 旧愛知3区            | 日本社会党 | 10万427票  | 25.04% | 3    | 2/5                | /                            |
| 当   | 第35回衆議院議員総選挙 | 1979年10月07日 | 37   | 旧愛知3区            | 日本社会党 | 8万4244票  | 20.25% | 3    | 3/5                | /                            |
| 当   | 第36回衆議院議員総選挙 | 1980年06月22日 | 38   | 旧愛知3区            | 日本社会党 | 9万3208票  | 19.86% | 3    | 3/5                | /                            |
| 当   | 第37回衆議院議員総選挙 | 1983年12月18日 | 41   | 旧愛知3区            | 日本社会党 | 9万1540票  | 21.51% | 3    | 3/5                | /                            |
| 当   | 第38回衆議院議員総選挙 | 1986年07月06日 | 44   | 旧愛知3区            | 日本社会党 | 9万4912票  | 19.92% | 3    | 3/5                | /                            |
| 当   | 第39回衆議院議員総選挙 | 1990年02月18日 | 48   | 旧愛知3区            | 日本社会党 | 12万728票  | 22.32% | 3    | 2/6                | /                            |
| 当   | 第40回衆議院議員総選挙 | 1993年07月18日 | 51   | 旧愛知3区            | 日本社会党 | 8万3052票  | 16.14% | 3    | 3/9                | /                            |
| 落   | 第41回衆議院議員総選挙 | 1996年10月20日 | 54   | 愛知9区              | 旧民主党   | 4万2393票  | 18.12% | 1    | 3/7                | /                            |
| 当   | 第42回衆議院議員総選挙 | 2000年06月25日 | 58   | 愛知10区             | 民主党     | 9万9970票  | 36.53% | 1    | 1/5                | /                            |
| 比当 | 第43回衆議院議員総選挙 | 2003年11月09日 | 61   | 比例東海（愛知10区） | 民主党     | 10万6599票 | 45.30% | 1    | 2/3                | 3/9                          |

## 文献

### 著書
- 『体験的地方分権：自治大臣の263日』ぎょうせい、1995年1月、ISBN 4324044082